# RF-artikelbeveiligingssysteem

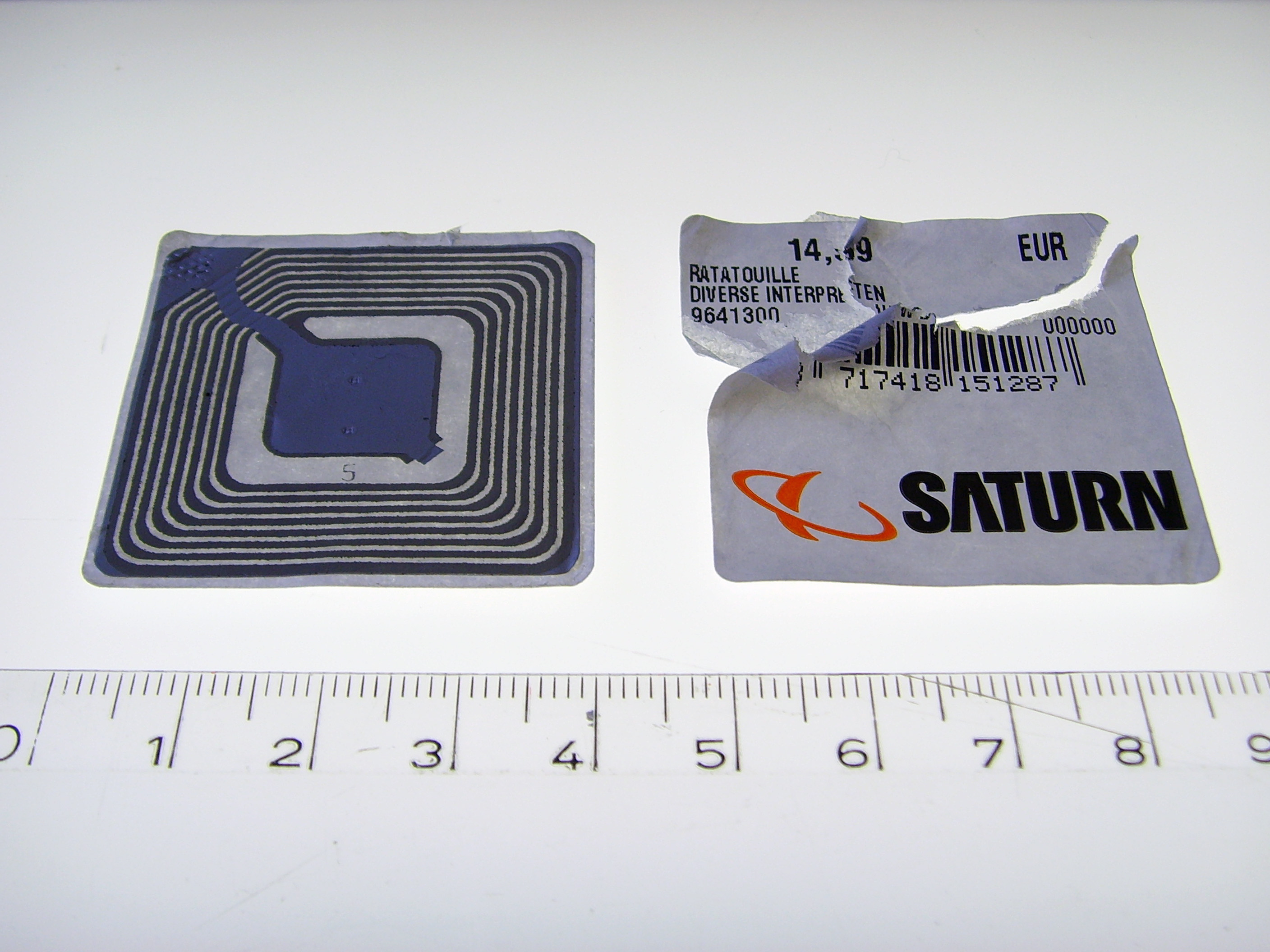
RF-etiket ter voorkoming van diefstal. De spiraal is een spoel, in de linksboven hoek zit een condensator. Spoel en condensator vormen samen een passieve elektrische resonantiekring LC-kring.

Een RF-etiket is een zelfklevend etiket waarin een spiraalvormige spoel en een condensator is verwerkt. Een RF-etiket wordt veelal gebruikt voor het bestrijden van winkeldiefstal. 
In tegenstelling tot de recentere RFID-technologie kan met het etiket echter geen enkele unieke identificatie van het etiket of het object waaraan het etiket is gelijmd worden gedaan. Een werkend etiket geeft aan dat het samen met het object nog steeds eigendom van de winkel is.
Als het etiket zonder betaling bij de kassa niet is gedeactiveerd, reageert de tag op een elektromagnetisch zendsignaal van een detectiepoortje bij de uitgang van de winkel door typisch resonantiegedrag op de resonantiefrequentie. Het poortje detecteert een dip in het radiospectrum waardoor het poortje een diefstalalarm af laat gaan. 
Wordt er wél afgerekend bij de kassa, dan dan zal de kassier het etiket onklaar maken, zodat de klant zonder alarm de winkel kan verlaten. Dit doet hij met een speciaal apparaat wat met een sterk elektromagnetisch veld het diëlektricum van de condensator beschadigt. Zonder deze condensator werkt de resonantiekring niet meer. 

## Tegenmaatregelen van dieven, en hiertegen gerichte bepalingen
Winkeldieven gebruiken als tegenmaatregel soms een geprepareerde tas of jas, of gewoon een alom verkrijgbare supermarktkoeltas – die immers een warmte-isolerende aluminiumvoering heeft – om de RF-detectie door afscherming (kooi van Faraday) onmogelijk te maken. De gemeente kan als tegenmaatregel in de Algemene Plaatselijke Verordening (APV) een bepaling opnemen zoals de volgende in de APV van Haarlem:
Artikel 2:44a Vervoer geprepareerde voorwerpen
1. Het is verboden op de weg, in winkels of in de nabijheid van winkels te vervoeren of bij zich te hebben een voorwerp dat er kennelijk toe is uitgerust om het plegen van (winkel)diefstal te vergemakkelijken.
2. Het in het eerste lid gestelde verbod is niet van toepassing indien redelijkerwijs kan worden aangenomen dat de in dat lid bedoelde voorwerp niet bestemd is voor de in dat lid bedoelde handelingen.